# Калашники (Кременчуцький район)
Кала́шники —  село в Україні, у Козельщинській селищній громаді Кременчуцького району Полтавської області. Населення становить 87 осіб. До 2017 орган місцевого самоврядування — Пашківська сільська рада.

## Географія
Село Калашники знаходиться на правому березі річки Сухий Кобелячок, вище за течією на відстані 1 км розташоване село Олександрія, нижче за течією на відстані 2,5 км розташоване село Кобелячок, на протилежному березі - село Комендантівка. Селом протікає пересихаючий струмок з загатою.

## Історія
Одним із перших власників Калашників був сотник першої полтавської сотні Михайло Старицький. Через сто років власником деяких калашниківських хуторів був дідич Петро Сахновський.
У 1858 році землями навкруг Калашниківських хуторів володіли: велика княгиня Олена Павлівна, генерал-лейтенант Олександр Тимашевський, генерал-ад’ютант Іван  Корба. Один із тутешніх хуторів так і називався – Корби. 
В 1929 року на території сільської ради було утворено чотири колгоспи: імені Калініна, імені Лобача, «Червоної міліції» та імені Воровського, який об’єднав усі інші в один колгосп у 1950 році. 
12 червня 2020 року, відповідно до розпорядження Кабінету Міністрів України № 721-р «Про визначення адміністративних центрів та затвердження територій територіальних громад Полтавської області», село увійшло до складу Козельщинської селищної громади.
19 липня 2020 року, в результаті адміністративно - територіальної реформи та ліквідації Козельщинського району, село увійшло до складу новоутвореного Кременчуцького району.